# Mohammed Hanif
Mohammed Hanif (Okara, 1964) è uno scrittore pakistano naturalizzato britannico.

## Biografia
Nato nel 1964 a Okara, vive e lavora tra Berlino e Karachi.
Dopo aver studiato alla Pakistan Air Force Academy ha lasciato l'aviazione per lavorare come giornalista.
Laureato alla University of East Anglia, si è trasferito sul finire degli anni '90 a Londra dove ha scritto per la BBC e per il Guardian.
Nel 2008 ha esordito nella narrativa con il romanzo Il caso dei manghi esplosivi vincendo l'anno successivo il Premio letterario Corine e il Commonwealth Writers' Prize.

## Opere

### Romanzi
- Il caso dei manghi esplosivi (A Case of Exploding Mangoes, 2008), Milano, Bompiani, 2009 traduzione di Sergio Claudio Perroni ISBN 978-88-452-6130-5.
- Our Lady of Alice Bhatti (2011)
- The Baloch who is not missing and others who are (2013)
- Red Birds (2018)

### Radio
- What Now, Now That We Are Dead?

### Teatro
- The Dictator's Wife (2008)

### Sceneggiature
- The Long Night (2002)

## Premi e riconoscimenti
- Booker Prize: 2008 nella longlist con Il caso dei manghi esplosivi
- Shakti Bhatt Prize: 2008 vincitore con Il caso dei manghi esplosivi
- Premio letterario Corine: 2009 vincitore nella categoria "Fiction" con Il caso dei manghi esplosivi
- Commonwealth Writers' Prize: 2009 vincitore nella categoria "Miglior Opera prima" con Il caso dei manghi esplosivi